# Гора (Ленский район)
Гора — деревня в Ленском районе Архангельской области. Входит в состав Сафроновского сельского поселения.

## География
Находится в юго-восточной части Архангельской области на расстоянии приблизительно 14 км на юго-запад по прямой от административного центра района села Яренск, прилегая к селу Ирта.

## История
Упоминалась уже только в 1969 году как деревня Иртовского сельсовета.

## Население
Численность населения: 39 человек (русские 97 %) в 2002 году, 15 в 2010.